# 基斯利亞克 (海辛區)
48°50′29″N 29°25′19″E / 48.84139°N 29.42194°E
基斯利亞克（烏克蘭語：Кисляк），是烏克蘭的村落，位於該國西南部文尼察州，由海辛區負責管轄，始建於1515年，面積1.76平方公里，海拔高度194米，2001年人口1,039，人口密度每平方公里591.01人。